# Eriocaulon striatum
Eriocaulon striatum är en gräsväxtart som beskrevs av Jean-Baptiste de Lamarck. Eriocaulon striatum ingår i släktet Eriocaulon och familjen Eriocaulaceae. Inga underarter finns listade i Catalogue of Life.